# Emi Takei
Emi Takei (jap. 武井 咲 Takei Emi; ur. 25 grudnia 1993 w Nagoi) – japońska aktorka, modelka i piosenkarka.

## Życiorys
Emi Takei, rozpoczynając naukę w gimnazjum, powiedziała rodzicom, że zostanie modelką w ciągu trzech lat. W 2006 roku wzięła udział w 11 edycji konkursu piękności Japan Bishōjo Contest i wygrała w dwóch kategoriach: otrzymała nagrody „Model Award” i „Multimedia Award”.

## Filmografia

### TV Dramy
- Otomen ~Summer~ (2009) jako Kuriko Tachibana
- Otomen ~Autumn~ (2009) jako Kuriko Tachibana
- Liar Game 2 (2010) jako Hiroka Saeki
- Gold (2010) jako Akira Saotome
- Taisetsu na koto wa subete kimi ga oshiete kureta (2011) jako Hikari Saeki
- Asukō March! ~Kenritsu asuka kōgyō kōkō kōshinkyoku~ (2011) jako Nao Yoshino
- Honto ni atta kowai hanashi Summer Special 2011 (2011) jako Kyōka Kōyama
- Taira no Kiyomori (2012; odc. 14-43) jako Tokiwa Gozen
- W no Higeki (2012) jako Mako Watsuji/Satsuki Kurasawa
- Iki mo dekinai natsu (2012) jako Rei Tanizaki
- Tōkyō zenryoku shōjo (2012) jako Urara Saeki
- Otenki onee-san (2013) jako Haruko Abe
- Kindaichi Kōsuke VS Akechi Kogorō (2013) jako Hatsue Yoshiike
- The Partner ~Itoshiki hyakunen no tomo e~ (2013) jako Akane Oiwa
- Umi no ue no shinryōjo (2013) jako Mako Togami
- Senryokugai sōsakan (2014) jako Chinami Umidzuki
- Zero no shinjitsu ~Kansatsui Matsumoto Mao~ (2014) jako Mao Matsumoto
- Subete ga F ni naru (2014) jako Moe Nishinosono

### Filmy
- Sakura no sono (2008) jako Maki Mizuta
- Szybcy i wściekli 5 (2011) jako Elena Neves (dubbing)
- Ai to Makoto (2012) jako Ai Saotome
- Rurōni Kenshin (2012) jako Kaoru Kamiya
- Kyō, koi wo hajimemasu (2012) jako Tsubaki Hibino
- Rurōni Kenshin: Kyōto taika-hen (2014) jako Kaoru Kamiya
- Rurōni Kenshin: Densetsu no saigo-hen (2014) jako Kaoru Kamiya
- Clover jako Saya Suzuki

## Dyskografia
Single
- Koisuru kimochi (jap. 恋スルキモチ) (14.12.2011)[3]

## Nagrody i wyróżnienia
2006
- 11th Japan Bishōjo Contest – „Model Award” i „Multimedia Award”

2011
- 68th Television Academy Awards – „Najlepsza aktorka drugoplanowa” za rolę w Taisetsu na koto wa subete kimi ga oshiete kureta
- Nagroda „Vogue Japan Women of the Year 2011”

2012
- 2012 E-Line Beautiful Grand Prix (Japan Association of Adult Orthodontics)
- 24th Yamaji Fumiko Film Awards – „Najlepsza Nowa Aktorka”
- 25th Nikkan Sports Film Grand Prix – „Najlepszy Debiut”
- 54th FECJ Awards – „Celebrity of the Year Award”

2013
- 38th Elan d'or Awards – „Najlepszy Debiut”
- 36th Japan Academy Awards – „Najlepsza Nowa Aktorka” za Rurōni Kenshin, Ai to Makoto, Kyō, koi o hajimemasu
- 22nd Japan Movie Critics Award – „Najlepsza Nowa Aktorka” za "Kyō, koi o hajimemasu"